# Puente de las Cataratas Victoria
El puente de las Cataratas de Victoria (en inglés: Victoria Falls Bridge) es un puente en arco parabólico que atraviesa el río Zambeze por las cataratas Victoria, uniendo la localidad de Cataratas Victoria (Zimbabue) con la cercana de Livingstone (Zambia). Fue diseñado por G. S. Hobson y construido entre 1904 y 1905.
El puente fue un sueño de Cecil Rhodes, quien a pesar de lo cual no llegó a visitar las cataratas y murió antes de la construcción del puente. La estructura fue diseñada por G. S. Hobson, ayudado por Sir Douglas Fox and Partners y Sir Ralph Freeman, ingeniero que participó en la construcción del puente del puerto de Sídney. La construcción duró 14 meses. En el acto oficial fue inaugurado por George Darwin, hijo de Charles Darwin.
Hoy en día es muy utilizado por los practicantes del góming.

## Galería

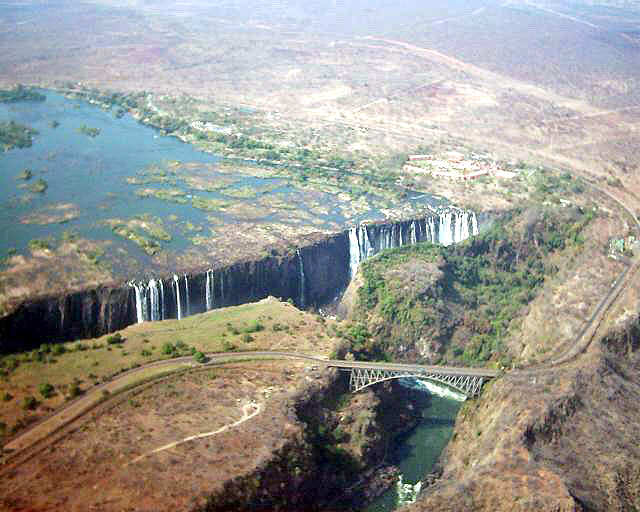
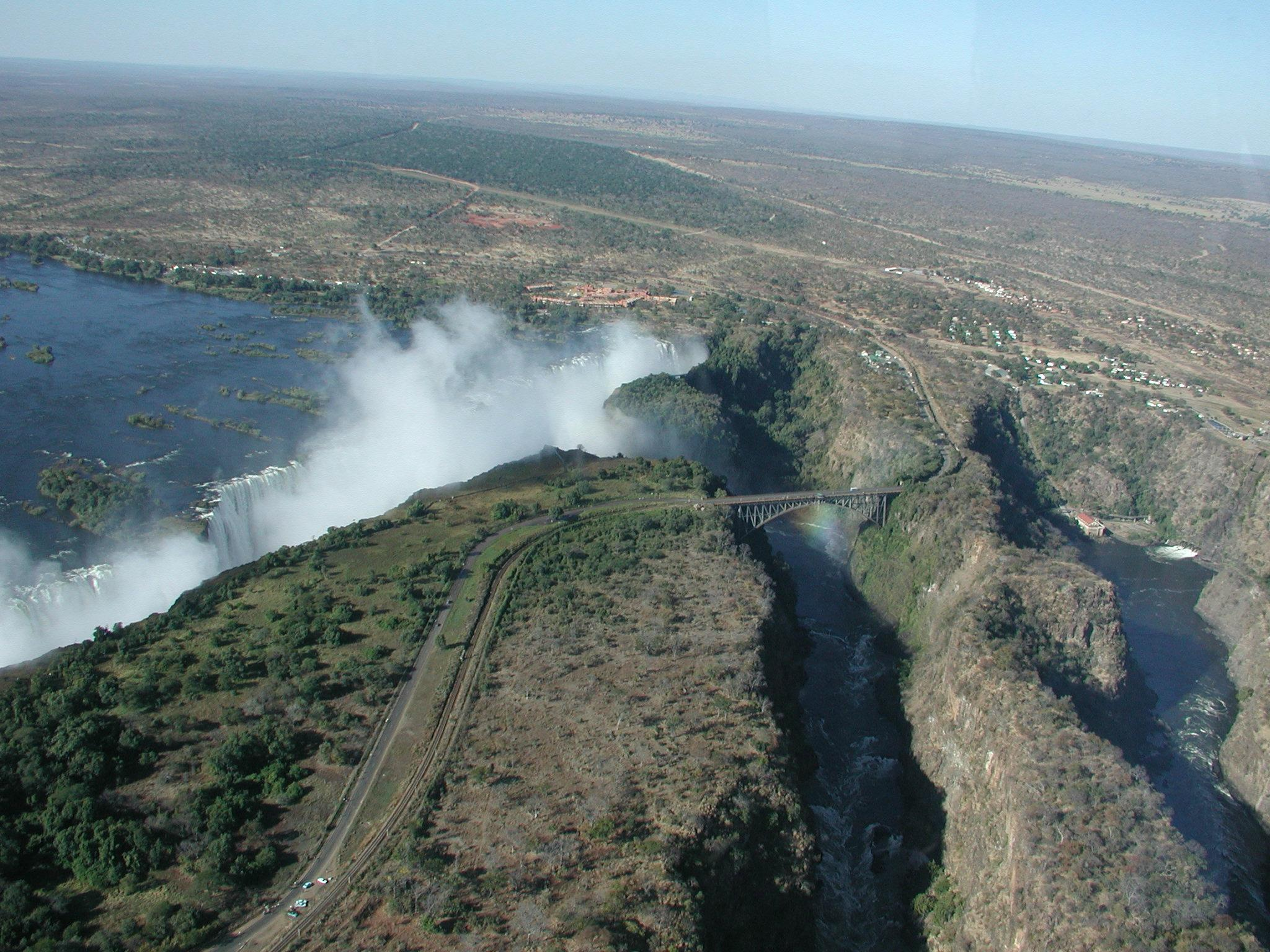
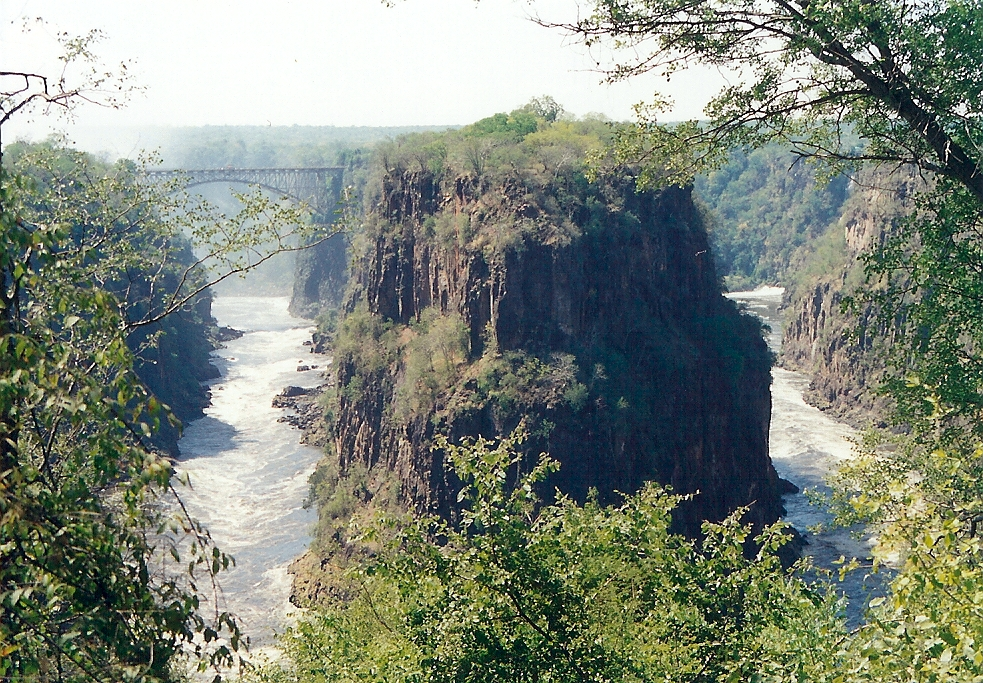